# Богородское (Мокшанский район)
Богородское — село в Мокшанском районе Пензенской области, административный центр Богородского сельсовета. 

## Расположение
Расположено на берегу реки Мокша при впадении в неё реки Азясь в 6 км на запад от райцентра посёлка Мокшан.

## История
Основано между 1710 и 1717 гг. помещицей Настасьей Михайловной Салтыковой, построившей здесь деревянную церковь во имя Пресвятой Богородицы. По материалам первой переписи, в вотчине Салтыковой, в сельце Богородском – 1 двор помещичий и 45 крестьянских. В 1793 г. возведен каменный храм во имя иконы Казанской Богородицы с теплым приделом во имя св. пророка Ильи. В 1782 г. – «часть села Богородского, Селидьба тож», Ивана Александровича Нарышкина, 6 десятин сенных покосов на речке Сухой Чалонге, на ее левой стороне; в основной части села за тем же владельцем числился 271 двор, всей дачи 7203 десятины, в том числе усадебной земли – 158, пашни – 5021, сенных покосов – 1653, леса – 241. Эта часть располагалась на правых сторонах речки Азяся и устья оврага Осинового и на левой – нового течения р. Мокши и ее отвершках Мосейковом и безымянном по обеим сторонам. Две церкви: Казанской Пресвятой Богородицы и Пророка Ильи, дом господский деревянный. На р. Азясь две мельницы – об одном и о двух поставах. «Земля – чернозем, урожай хлеба и травы хорош; лес дровяной, крестьяне на оброке»; на левых сторонах речки Юловки и Песчанки показана отхожая дача И.А. Нарышкина и этого села, площадью 642 десятины, в том числе пашни – 52, сенных покосов – 88, леса – 479, «урожай хлеба и травы средствен; лес дровяной». По другому камеральному примечанию 1782 г. село Богородское, Селитьба тож, камер-юнкера ее императорского величества, советника правления банков и секунд-ротмистра гвардии Конного полка Ивана Александровича Нарышкина, в 5 верстах от Мокшана, 266 дворов; проводились ярмарка 8 июля, торг (базар) по воскресеньям; крестьяне частью были на оброке (у Нарышкина и Комаровых), частью на барщине (у Дмитриевых), оброчные платили ежегодно от 2,5 до 3,5 рубля с души, из конопляного семени били масло и отвозили его для продажи в Москву, Ростов Великий, Владимир, Суздаль и Тулу, занимались извозом купеческих товаров в разные города, женщины занимались крашением холстов для себя и на продажу; у Дмитриевых был конный завод, в котором находилось 80 лошадей русской и немецкой пород. Крестьяне Дмитриевых, кроме барщины, работали на содержание конного завода (заготовка сена), дважды в год отвозили господам в Москву и другие города хлеб и другие продукты своего труда. После 1782 г. происходило отселение части крестьян в новые деревни помещиков. Так, в «экономических примечаниях» к вышеприведенным сведениям позднее добавлено, что по съемке в одной меже с селом Селидьбой состоят также с. Елизаветино и д. Варварина. Перед отменой крепостного права часть села составляла имение Валерия Ивановича Дмитриева, 367 ревизских душ крестьян, 44 ревизских души дворовых людей, 150 тягол (барщина), 90 крестьянских дворов на 82 десятинах усадебной земли (с огородами, гуменниками и конопляниками), у крестьян 1200 дес. пашни, у помещика 2231 дес. удобной земли, в том числе леса и кустарника 656 дес. (почти половина леса вырублена); другая часть села входила в состав имения из двух сел (Богородское и Елизаветино) и двух деревень (Варварина, Панкратовка) помещика Михаила Федоровича Плаутина, у него на четыре селения 1297 ревизских душ, 6 ревизских душ дворовых, все крестьяне на оброке (платили в год по 23 рубля с тягла), 370 дворов крестьян Плаутина в этих 4-х нас. пунктах на 450 десятинах усадебной земли (с огородами и конопляниками), у крестьян 5950 дес. пашни, 300 дес. сенокоса и 300 дес. выгона, у помещика 500 дес. удобной земли, в том числе леса и кустарника 250 дес. С 1860-х – волостной центр Мокшанского уезда. В 1877 г. здесь церковь, 2 лавки. В 1896 г. – земское училище. В 1910 г. – центр Богородской волости Мокшанского уезда Пензенской губернии, одна община, 364 двора, церковь, земская школа, кредитное товарищество, медицинский пункт, водяная мельница, 2 шерсточесалки, 2 валяльных заведения, 3 кузницы, 2 кирпичных сарая, 6 лавок.
Храм во имя Казанской иконы Божией Матери построен в 1793 году усердием крестьянина Ивана Васильевича Шутова - управляющего имением Ивана Александровича Нарышкина. В 1875 году началось сооружение новой колокольни, которую окончили около 1889 года. По высоте она значительно превосходила храмовую часть, поэтому прихожане решили над четвериком храма сделать надстройку, имеющую лишь декоративное значение, с оставлением существующего свода. Проект на перестройку церкви выполнил епархиальный архитектор Эренберг.
С 1928 года село являлось центром сельсовета Мокшанского района Пензенского округа Средне-Волжской области (с 1939 года — в составе Пензенской области). В 1955 г. – в составе Богородского сельсовета, центральная усадьба колхоза «Сталинская победа».

## Население
| 1719  | 1782  | 1795  | 1864  | 1877  | 1897  | 1910  |
| ----- | ----- | ----- | ----- | ----- | ----- | ----- |
| 705   | ↗1969 | ↗2532 | ↘1369 | ↗1520 | ↗1677 | ↗1941 |
| 1926  | 1930  | 1939  | 1959  | 1970  | 1979  | 1989  |
| ↗1989 | ↗2238 | ↘1323 | ↘1098 | ↘861  | ↘815  | ↗875  |
| 1998  | 2002  | 2010  |       |       |       |       |
| ↗889  | ↘844  | ↗848  |       |       |       |       |

## Инфраструктура
В селе имеются школа (филиал МБОУ ООШ п. Красное Польцо), дом культуры, фельдшерско-акушерский пункт, отделение почтовой связи.

## Достопримечательности
В селе имеется недействующая Церковь Казанской иконы Божией Матери (1793).

## Известные люди
Симбухово — родина писателя А.Г. Малышкина (1892–1938).